# O.P. Anderson Distillery
O.P. Anderson Distillery är en svensk industri som tillverkar spritprodukter, främst olika former av akvavit och snaps. Fabriken som ägs av Altia Sweden AB påbörjade sin produktion 2017 och är belägen i Matfors, Sundsvalls kommun i Västernorrlands län. I fabriken produceras bland annat Skåne Akvavit, Gammal Norrlands Akvavit, Hallands Fläder, Bäska Droppar och O.P. Anderson Akvavit. 
Sundsvall har även historiskt varit produktionsort för flera svenska spritsorter inklusive de kryddade brännvinerna, när Vin & Sprit hade fabriker där från 1920-talet till 2008. Inrättandet av fabriken innebar en flytt av flertalet ekfat från Vin & Sprits fabrik i Åhus för produktion av flera sorters akvavit och nio stycken 5 000-liters ekfat, ursprungligen ämnade åt tillverkningen av Grönstedts konjak, men nu öronmärkta för lagring av O.P Anderson inför tappning. Själva destilleringen görs i traditionella kopparpannor och för driften av fabriken ansvarar även läkemedelsbolaget Unimedic.